# Jetavanaramaya
Il Jetavanaramaya è un edificio religioso situato tra le rovine del monastero di Jetavana nella città di Anuradhapura, in Sri Lanka.

## Descrizione
Con un'altezza 122 metri era la stupa più alto del mondo e la terza struttura più alta del mondo quando fu costruito dal re Mahasena di Anuradhapura (273–301).
Circa 93,3 milioni di mattoni cotti furono usati per la sua edificazione.
Questo stupa appartiene alla setta Sagalika. Il complesso si estende per circa 5,6 ettari e si stima che abbia ospitato 10 000 monaci buddisti. Un lato dello stupa è lungo 176 m, e le rampe di scale su ciascuno dei quattro lati sono larghe 9 m. Lo stipite del santuario, che si trova nel cortile, è alto 8 m. La stupa ha una fondazione profonda 8,5 m e si trova su un substrato roccioso.